# Holy Diver Live
Holy Diver Live es un álbum en vivo de la banda de heavy metal Dio. En él se pueden escuchar versiones de canciones de toda la carrera de Ronnie James Dio, desde sus años en Rainbow y Black Sabbath hasta su carrera en solitario.

## Lista de canciones

### Disco uno
1. "Stand Up and Shout" (Ronnie James Dio, Jimmy Bain) – 4:33
2. "Holy Diver" (Dio) – 4:46
3. "Gypsy" (Dio, Vivian Campbell) – 9:46
4. "Caught in the Middle" (Dio, Vinny Appice, Campbell) – 4:51
5. "Don't Talk to Strangers" (Dio) – 5:11
6. "Straight Through the Heart" (Dio, Bain) – 4:37
7. "Invisible" (Dio, Appice, Campbell) – 5:17
8. "Rainbow in the Dark" (Dio, Appice, Bain, Campbell) – 4:46
9. "Shame on the Night" (Dio, Appice, Bain, Campbell) – 16:58

### Disco dos
1. "Tarot Woman" (Ritchie Blackmore, Dio) – 6:53
2. "Sign of the Southern Cross" (Geezer Butler, Dio, Tony Iommi)– 7:44
3. "Gates of Babylon" (Blackmore, Dio) – 8:23
4. "One Night in the City" – 6:10
5. "Heaven & Hell" (Butler, Dio, Iommi, Bill Ward) – 11:25
6. "Man on the Silver Mountain" (Blackmore, Dio) – 4:14
7. "Long Live Rock 'N' Roll" (Blackmore, Dio) – 6:14
8. "We Rock" (Dio) – 6:21

## Personal
- Ronnie James Dio - Voz
- Rudy Sarzo - Bajo
- Simon Wright - Batería
- Doug Aldrich - Guitarra
- Scott Warren - Sintetizador

- Datos: Q519128